# Balthmari, Srinivaspur
Balthmari là một làng thuộc tehsil Srinivaspur, huyện Kolar, bang Karnataka, Ấn Độ.